# Nancy Lyons
Beatrice „Nancy” Lyons, po mężu Welch (ur. 12 kwietnia 1930) – australijska pływaczka. Srebrna medalistka olimpijska z Londynu.

## Kariera sportowa
Zawody w 1948 były jej pierwszymi igrzyskami olimpijskimi. Medal zdobyła na dystansie 200 metrów stylem klasycznym. Zdobyła dwa medale Igrzysk Imperium Brytyjskiego w 1950. Indywidualnie była druga na 220 jardów stylem klasycznym oraz zwyciężyła w sztafecie w stylu zmiennym. Brała udział w igrzyskach w 1952.